# Ernst (Sachsen)

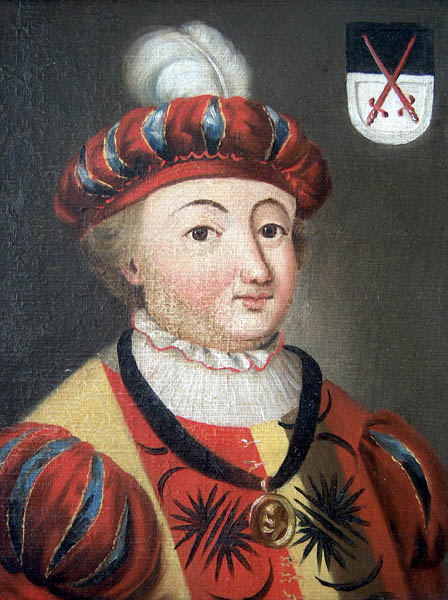
Landgraf Ernst von Thüringen, Begründer der ernestinischen Linie

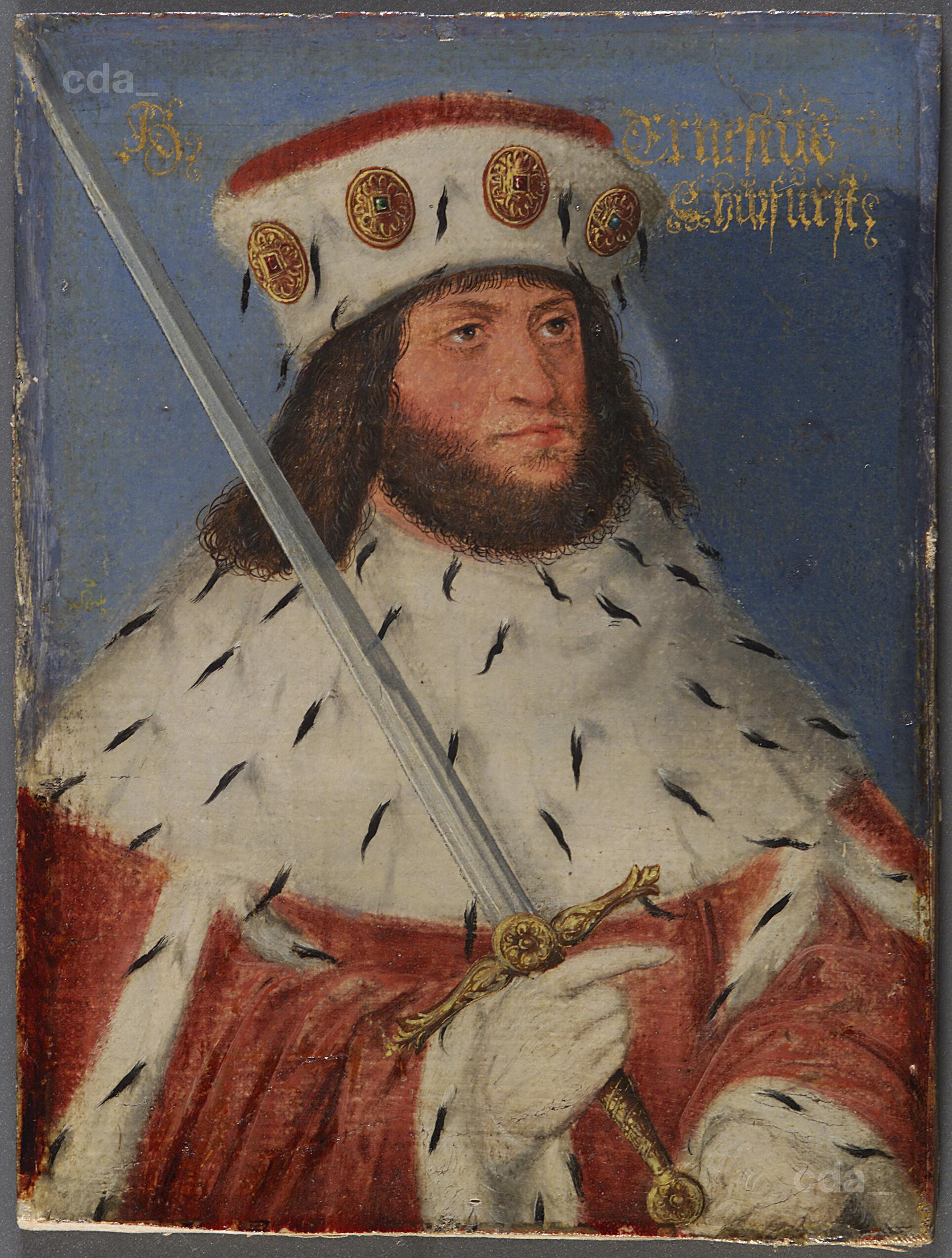
Ernst als Kurfürst von Sachsen

Ernst (* 24. März 1441 in Meißen; † 26. August 1486 bei Colditz) war Kurfürst von Sachsen, Landgraf in Thüringen und Markgraf zu Meißen. Er war Stammvater der ernestinischen Linie des Hauses Wettin, die bis 1918 die Ernestinischen Herzogtümer regierte.

## Leben

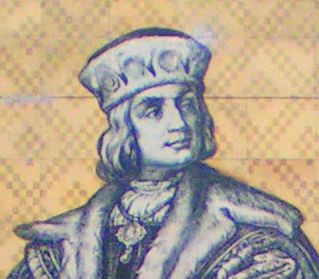
Bildnis auf dem Dresdner Fürstenzug

Ernst war der zweitälteste der drei Söhne des Kurfürsten Friedrich II. (1412–1464) aus dessen Ehe mit Margarethe (1416–1486), Tochter des Herzogs Ernst des Eisernen von Österreich. Nach dem Tod seines älteren Bruders Friedrich wurde Ernst 1451 Kurprinz.
1455 wurde Ernst zusammen mit seinem jüngeren Bruder Albrecht durch Kunz von Kauffungen im so genannten „Altenburger Prinzenraub“ aus Altenburg entführt.
Am 19. November 1460 heiratete er in Leipzig Elisabeth, Tochter des Herzogs Albrecht III. von Bayern. Vier Jahre später wurde er nach dem Tod seines Vaters Kurfürst von Sachsen. Die Kurländer regierte Ernst allein, die Meißener und Thüringer Lande 21 Jahre gemeinsam mit seinem jüngeren Bruder Albrecht. Die Landesverwaltung tätigte Ernst (nach mittelalterlichen Maßstäben) vorbildlich: Während seiner Amtszeit vergrößerten sich die wettinischen Lande beträchtlich. Auch Städte wie Dresden oder Meißen blühten unter seiner Herrschaft auf. Er erwarb 1466 das Vogtland und konnte seinen jüngeren Söhnen die Erzstühle von Magdeburg und Mainz verschaffen, um Letzteres zu erreichen, hatte Ernst 1480 eine Reise nach Rom unternommen. Unter Ernst gerieten Erfurt und Quedlinburg unter sächsische Schutzherrschaft. In Quedlinburg war er gemeinsam mit seinem Bruder 1477 eingefallen und hatte die Stadt militärisch zum Gehorsam gegenüber der Äbtissin, Ernsts Schwester Hedwig, gezwungen.
Am 17. Juni 1485 legte Ernst trotz der Warnungen seines Bruders mit diesem die Leipziger Teilung fest. Vorher war durch den Tod des Landgrafen Wilhelm Thüringen an das Land gefallen. Die Brüder lösten ihre gemeinsame Hofhaltung auf und Ernst erhielt, neben der Kurwürde mit Sachsen-Wittenberg im Wesentlichen Thüringen, die Pfalzgrafschaft Sachsen, die Burggrafschaft Magdeburg, das Vogtland und die wettinischen Gebiete in Franken. Ernst hatte die Teilung vorbereitet und seinen Bruder entscheiden lassen, welchen Teil er wählen wollte. Die Teilung in die ernestinische und albertinische Linie des Hauses bedeutete eine enorme Schwächung der sächsischen Position im Reich.
Das Münzrecht stand jedem der Brüder auch nach der Landesteilung in vollem Umfang zu. Kurfürst Ernst münzte gemeinsam mit seinen wettinischen Verwandten in den Münzstätten Freiberg, Leipzig, Zwickau, Schneeberg, Colditz (hier auch mit seiner Mutter – siehe auch Margarethengroschen), Gotha und Wittenberg.
Die Herzöge Ernst und Albrecht schufen gemeinsam mit ihrem Onkel Wilhelm III. ein völlig neues Münzsystem, die Leipziger Münzreform vom 4. April 1465 und damit Ordnung in die meißnisch-thüringische Groschenwährung. Das Ergebnis war ein völlig neuer Groschentyp, der  Horngroschen. Da die Horngroschen aus legiertem Silber bestanden und der Bevölkerung das Misstrauen gegen Legierungen nicht abzugewöhnen war, wurde er 1474 durch den kleineren Spitzgroschen aus Feinsilber ersetzt.
Außenpolitisch stand Ernst trotz Schwierigkeiten auf böhmischer Seite. Das Verhältnis beider Länder war bereits im Vertrag von Eger 1459 geregelt worden. Ungeachtet seiner Loyalität zu Kaiser Friedrich III. suchte er die Annäherung an König Matthias Corvinus von Ungarn. Die ostwärts gerichtete wettinische Politik konnte durch die Erwerbung des Herzogtums Sagan 1472 und der Herrschaften Sorau, Beeskow und Storkow 1477 Erfolge aufweisen, wenn Ernst dabei auch mit Kurbrandenburg in Konflikt geriet. 1480 unternahm er zusammen mit Herzog Heinrich von Braunschweig-Lüneburg eine Pilgerreise nach Rom.
Durch einen unglücklichen Sturz von seinem Pferd starb Ernst am 26. August 1486 in der Nähe von Colditz, nachdem er sich in seinen letzten Tagen intensiv für die Wahl des nachmaligen Kaisers Maximilian zum römischen König eingesetzt hatte. Ernst wurde im Meißner Dom bestattet.

## Nachkommen
Aus seiner Ehe mit Elisabeth hatte Ernst folgende Kinder:
- Christine (1461–1521)

⚭ 1478 König Johann I. von Dänemark, Norwegen und Schweden (1455–1513)
- Friedrich der Weise (1463–1525), Kurfürst von Sachsen
- Ernst (1464–1513), Erzbischof von Magdeburg, Administrator von Halberstadt
- Adalbert (1467–1484), Administrator des Erzbistums Mainz
- Johann der Beständige (1468–1532), Kurfürst von Sachsen

⚭ 1. 1500 Prinzessin Sophie von Mecklenburg-Schwerin (1481–1503)
⚭ 2. 1513 Prinzessin Margarete von Anhalt (1494–1521)
- Margarete (1469–1528)

⚭  1487 Herzog Heinrich von Braunschweig-Lüneburg (1468–1532)
- Wolfgang (1473–1478)

## Vorfahren
| Ahnentafel Ernst von Sachsen | Ahnentafel Ernst von Sachsen                                                                         | Ahnentafel Ernst von Sachsen                                                                         | Ahnentafel Ernst von Sachsen                                                                         | Ahnentafel Ernst von Sachsen                                                                         | Ahnentafel Ernst von Sachsen                                                        | Ahnentafel Ernst von Sachsen                                                      | Ahnentafel Ernst von Sachsen                                                      | Ahnentafel Ernst von Sachsen                                                      |
| ---------------------------- | --- | --- | --- | --- | ----------------------------------------------------------------------------------- | --------------------------------------------------------------------------------- | --------------------------------------------------------------------------------- | --------------------------------------------------------------------------------- |
| Ururgroßeltern               | Markgraf Friedrich II. (1310–1349) ⚭ 1328 Mathilde von Bayern (1313–1346)                            | Heinrich VIII. von Henneberg-Schleusingen Jutta von Brandenburg                                      | Herzog Magnus II. (1324–1373) Katharina von Anhalt-Bernburg                                          | Wartislaw VI. (1345–1394) ⚭ 1363 Anna von Mecklenburg-Stargard                                       | Herzog Albrecht II. von Österreich (1298–1358) ⚭ 1324 Johanna von Pfirt (1300–1351) | Bernabò Visconti (1323–1385) ⚭ 1350 Beatrice della Scala (–1384)                  | Ziemowit III. ⚭ 1335 Euphemia von Troppau                                         | Algirdas (1296–1377) ⚭ um 1350 Juliana Aleksandrovna Tverskaja (~1330–~1392)      |
| Urgroßeltern                 | Markgraf Friedrich III. (1332–1381) ⚭ 1346 Katharina von Henneberg (1334–1397)                       | Markgraf Friedrich III. (1332–1381) ⚭ 1346 Katharina von Henneberg (1334–1397)                       | Herzog Heinrich I. zu Braunschweig-Lüneburg (1355–1416) Sophie von Pommern (1370–1406)               | Herzog Heinrich I. zu Braunschweig-Lüneburg (1355–1416) Sophie von Pommern (1370–1406)               | Herzog Leopold III. (1351–1386) ⚭ 1365 Viridis Visconti von Mailand (1350–1414)     | Herzog Leopold III. (1351–1386) ⚭ 1365 Viridis Visconti von Mailand (1350–1414)   | Ziemowit IV. Alexandra von Litauen                                                | Ziemowit IV. Alexandra von Litauen                                                |
| Großeltern                   | Kurfürst Friedrich I. von Sachsen (1370–1428) ⚭ 1402 Katharina von Braunschweig-Lüneburg (1395–1442) | Kurfürst Friedrich I. von Sachsen (1370–1428) ⚭ 1402 Katharina von Braunschweig-Lüneburg (1395–1442) | Kurfürst Friedrich I. von Sachsen (1370–1428) ⚭ 1402 Katharina von Braunschweig-Lüneburg (1395–1442) | Kurfürst Friedrich I. von Sachsen (1370–1428) ⚭ 1402 Katharina von Braunschweig-Lüneburg (1395–1442) | Herzog Ernst der Eiserne (1377–1424) ⚭ 1412 Cimburgis von Masowien (1394/97–1429)   | Herzog Ernst der Eiserne (1377–1424) ⚭ 1412 Cimburgis von Masowien (1394/97–1429) | Herzog Ernst der Eiserne (1377–1424) ⚭ 1412 Cimburgis von Masowien (1394/97–1429) | Herzog Ernst der Eiserne (1377–1424) ⚭ 1412 Cimburgis von Masowien (1394/97–1429) |
| Eltern                       | Kurfürst Friedrich II. (1412–1464) ⚭ 1431 Margaretha von Österreich (1416–1486)                      | Kurfürst Friedrich II. (1412–1464) ⚭ 1431 Margaretha von Österreich (1416–1486)                      | Kurfürst Friedrich II. (1412–1464) ⚭ 1431 Margaretha von Österreich (1416–1486)                      | Kurfürst Friedrich II. (1412–1464) ⚭ 1431 Margaretha von Österreich (1416–1486)                      | Kurfürst Friedrich II. (1412–1464) ⚭ 1431 Margaretha von Österreich (1416–1486)     | Kurfürst Friedrich II. (1412–1464) ⚭ 1431 Margaretha von Österreich (1416–1486)   | Kurfürst Friedrich II. (1412–1464) ⚭ 1431 Margaretha von Österreich (1416–1486)   | Kurfürst Friedrich II. (1412–1464) ⚭ 1431 Margaretha von Österreich (1416–1486)   |
| Ernst von Sachsen            | | | | |                                                                                     |                                                                                   |                                                                                   |                                                                                   |